# Хожельский, Кшиштоф
Кшиштоф Хожельский (пол. Krzysztof Chorzelski; род. 1971, Варшава) — польский альтист.
Родился, по собственным словам, в семье «двух недовольных жизнью музыкантов». C 1991 г. учился в Лондоне в Королевском колледже музыки у Григория Жислина и Феликса Андриевского. В 1992 году выиграл в Польше Конкурс имени Тадеуша Вроньского для скрипки соло.
Наиболее известен как ансамблист, участник струнного квартета Бэлча с 1996 года. В составе квартета выиграл в 2001 году премию журнала Gramophone за лучший дебютный альбом. Записал также альбом пьес для альта и фортепиано (с Екатериной Апекишевой). Как дирижёр записал с оркестром London Serenata скрипичный концерт Иттая Шапиры (солист — автор).
Профессор альта в Гилдхоллской школе музыки и театра.